# Ivobiantes spinipalpis
Ivobiantes spinipalpis – gatunek kosarza z podrzędu Laniatores i rodziny Biantidae. Jedyny znany przedstawiciel monotypowego rodzaju Ivobiantes.